# The Boy Who Smells Like Fish
Pour plus de détails, voir Fiche technique et Distribution.
The Boy Who Smells Like Fish ou Treading Water est un film mexicain réalisé par Analeine Cal y Mayor, sorti en 2013.

## Synopsis
Mica a créé chez lui un musée en hommage au crooner mexicain Guillermo Garibai dans lequel il donne des visites. Mica a également un problème que la médecine n'explique pas : il sent le poisson. Il se sent comme maudit jusqu'à ce que Laura entre dans sa vie.

## Fiche technique
- Titre : The Boy Who Smells Like Fish
- Réalisation : Analeine Cal y Mayor
- Scénario : Analeine Cal y Mayor et Javier Gullón
- Musique : Benoît Charest, Greg Morrison et Yamil Rezc
- Photographie : Gregory Middleton
- Montage : Óscar Figueroa
- Production : Niv Fichman et Stacy Perskie
- Société de production : Rhombus Media, Redrum et Mecanismo Films
- Pays :  Mexique et  Canada
- Genre : Comédie dramatique
- Durée : 92 minutes
- Dates de sortie : 
  -  Mexique : 13 septembre 2013

## Distribution
- Douglas Smith : Mica
- Zoë Kravitz : Laura
- Carrie-Anne Moss : Catherine
- Ariadna Gil : Sophie
- Don McKellar : Richard
- Kim Ly : le sauveteur
- Gonzalo Vega : Guillermo Garibai
- Sofía Sisniega : Claudia
- Brian Bridger : Mika jeune

## Accueil
Le film a reçu un accueil mitigé de la critique. Il obtient un score moyen de 41 % sur Metacritic.